# British Commandos
British Commandos o semplicemente Commandos era il nome di una serie di unità di forze speciali create dal Regno Unito durante la seconda guerra mondiale, a partire dal giugno del 1940; inizialmente composte da volontari provenienti dal British Army, le unità di Commandos si espansero poi fino a comprendere reparti appartenenti a tutte le branche delle forze armate britanniche, nonché un certo numero di volontari di nazionalità straniera. Entro la fine del conflitto furono costituiti più di 30 distinti reparti di Commandos oltre a quattro "brigate Commandos".
I reparti di Commandos furono concepiti fin dall'inizio per condurre operazioni di ricognizione e sabotaggio dietro le linee nemiche, tramite l'impiego di piccoli distaccamenti di truppe scelte portate sull'obbiettivo con lanci con il paracadute o sbarchi da piccole imbarcazioni; in seguito, le unità commandos furono ricondotte a un ruolo più "convenzionale" venendo impiegate come unità d'élite di truppe d'assalto. Impiegati prevalentemente nel teatro europeo della seconda guerra mondiale (in particolare in Francia e Norvegia), distaccamenti di Commandos videro l'azione anche su tutti i fronti ove erano impiegate truppe britanniche, compreso il teatro del Mediterraneo, il teatro del Medio Oriente e il teatro del sud-est asiatico.
La quasi totalità dei distaccamenti di Commandos fu sciolta alla fine del conflitto, all'infuori della 3 Commando Brigade dei Royal Marines attualmente ancora esistente; le tradizioni e l'eredità dei Commandos possono comunque essere rintracciate presso tutte le attuali unità di forze speciali del Regno Unito. L'impiego dei Commandos nella seconda guerra mondiale influenzò anche la costituzione di reparti simili presso le nazioni alleate del Regno Unito dopo il conflitto, come i Naval commandos della Francia, il Korps Commandotroepen dei Paesi Bassi, il Reggimento Para-Commando del Belgio o lo Hærens Jegerkommando della Norvegia.

## Storia

### Formazione
Nel giugno del 1940, a seguito degli eventi della battaglia di Dunkerque, le forze britanniche furono espulse dal continente europeo dopo le schiaccianti vittorie tedesche nella campagna di Francia; a dispetto del pessimo stato in cui versavano le forze terrestri britanniche, il primo ministro Winston Churchill chiese con insistenza che venissero preparati piani per condurre incursioni nei territori controllati dai tedeschi, sia per rendere insicure le conquiste del nemico sia per risollevare il morale dei britannici. Il 30 maggio 1940 un ufficiale dello stato maggiore britannico, il tenente colonnello Dudley Clarke, abbozzò l'idea di formare piccole squadre di incursori anfibi da sbarcare sulle coste occupate dal nemico per condurre raid su piccola scala: sudafricano di nascita, Clarke propose per la forza il nome di "Commandos", corruzione del termine afrikaans kommando che nelle guerre anglo-boere designava i gruppi di guerriglieri boeri a cavallo, che tanti problemi avevano causato alle forze britanniche grazie alle loro tattiche mordi e fuggi. Clarke propose la sua idea al suo superiore diretto, il neo-nominato capo di stato maggiore generale John Dill, il quale, conscio delle richieste di Churchill, la approvò immediatamente.
I primi volontari per le unità di Commandos furono ricercati tra i membri delle Independent Company, formazioni di militari del Territorial Army reclutate nell'aprile precedente per condurre missioni di guerriglia durante la campagna di Norvegia: la notte tra il 23 e il 24 giugno 1940, meno di un mese dopo la prima proposta di Clarke, i primi 115 volontari della neo-formata "No. 11 Independent Company" condussero il primo raid "stile-commandos" lungo le coste settentrionali della Francia, nella regione di Boulogne-sur-Mer. La missione (operazione Collar) non ottenne un particolare successo: dei quattro gruppi di incursori, uno non riuscì a sbarcare a causa delle condizioni meteo, uno prese terra ma non trovò obiettivi da attaccare, un terzo si reimbarcò dopo essere stato scoperto da una pattuglia nemica e solo il quarto uccise due sentinelle tedesche prima di ritirarsi; la missione tuttavia dimostrò la fattibilità della proposta di Clarke, e ad essa venne dato notevole risalto sulla stampa britannica.
Il 17 luglio 1940 una direttiva di Churchill regolò la conduzione delle operazioni di guerra non convenzionale: oltre a segnare la nascita dello Special Operations Executive (SOE, l'organizzazione incaricata di condurre operazioni di sabotaggio nelle retrovie tramite la collaborazione con i gruppi di Resistenza antinazista), la direttiva pose le basi per la costituzione e l'espansione delle unità di Commandos; venne formata una Special Service Brigade composta da cinque battaglioni ognuno formato da due distaccamenti di Commandos, mentre a livello superiore fu istituito un Combined Operations Headquarters ("Quartier generale delle operazioni combinate") sotto l'ammiraglio Roger Keyes per la pianificazione dei raid che richiedessero l'impiego anche di forze aeree o navali.

### Espansione e riorganizzazione
Nel febbraio del 1941 le unità di Commandos furono ulteriormente riorganizzate: ogni battaglione della Special Service Brigade era composto da due "commando" ognuno diviso in sei troop forti di tre ufficiali e 62 uomini; così strutturato, un troop di Commandos poteva facilmente essere imbarcato su due dei nuovi mezzi d'assalto anfibi tipo LCA. Nel febbraio del 1942 anche le altre forze armate britanniche iniziarono a creare i propri distaccamenti di Commandos: i Royal Marines formarono nove distaccamenti indipendenti di Commandos, un Royal Naval Commandos venne formato sotto il controllo della Royal Navy come insieme di 22 piccoli distaccamenti incaricati di stabilire e mantenere le teste di ponte durante le operazioni anfibie, mentre la Royal Air Force creò i Royal Air Force Commandos, incaricati della cattura e della difesa degli aeroporti militari.
All'inizio del 1943 la necessità di incursioni dietro le linee nemiche si fece meno pressante e sempre più appannaggio del SOE, e i reparti di Commandos andarono incontro a una riorganizzazione: la Special Service Brigade originaria venne rimpiazzata da un nuovo Headquarters Special Services Group sotto il generale Robert Sturges, con ai suoi ordini quattro "Special Service Brigade" (dal 1944 rinominate "Commando Brigade") ciascuna composta da quattro distaccamenti di Commandos (dell'esercito o dei Royal Marines); la maggior parte delle unità di Commandos furono riorganizzate come unità di fanteria leggera, incaricati di fare d'avanguardia nelle operazioni di sbarco e negli assalti più difficili, e solo poche selezionate formazioni mantennero l'originario ruolo di incursori.

## Unità principali

### Commando del British Army[7]
- No. 1 Commando

Formato nel luglio del 1940 da ex membri delle Independent Company, partecipò ai principali raid lungo la costa francese compreso l'importante attacco contro il porto di Saint-Nazaire (operazione Chariot) del 28 marzo 1942, mentre nel novembre seguente prese parte all'operazione Torch e alla campagna di Tunisia combattendo come fanteria convenzionale. Assegnato alla 3rd Special Service Brigade, fu inviato nel sud-est asiatico dove prese parte alla campagna della Birmania; unito al No. 5 Commando, venne sciolto nel 1946.

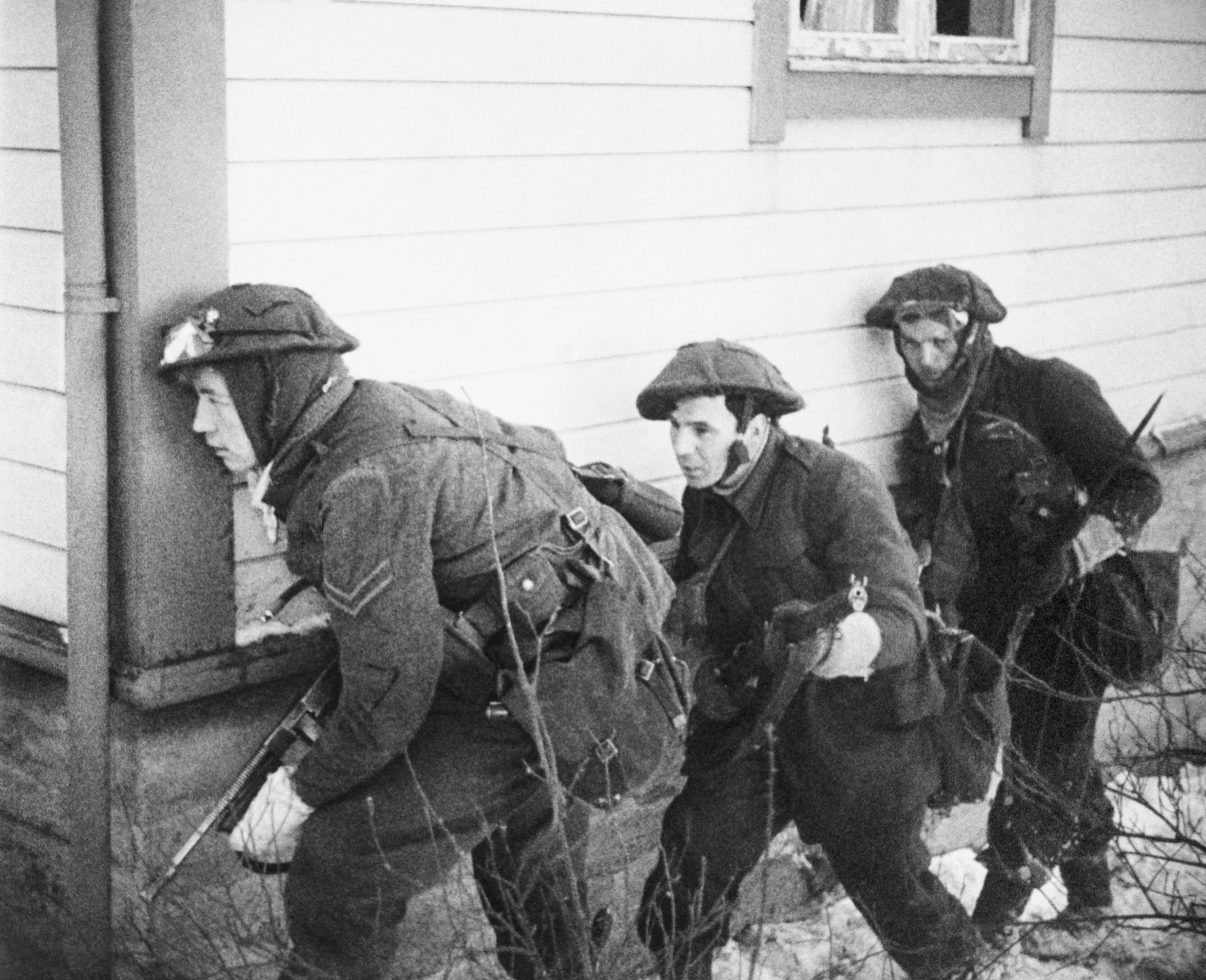
Un gruppo di Commandos impegnati nel corso dell'operazione Archery in Norvegia

- No. 2 Commando

Formato nel luglio del 1940 da ex membri delle Independent Company, non condusse alcuna operazione e venne trasformato in un'unità di paracadutisti (primo nucleo del futuro Parachute Regiment); riformato nel 1941, partecipò al raid contro l'isola di Vågsøy (operazione Archery) del 27 dicembre 1941 e ad altre azioni lungo la costa norvegese, oltre che a fornire un grosso contingente per l'attacco a Saint-Nazaire. Assegnato alla 2nd Special Service Brigade, partecipò all'invasione della Sicilia e allo sbarco di Salerno, oltre a inviare distaccamenti per operazioni in Jugoslavia e Albania; combatté nel settore di Comacchio durante l'offensiva della primavera 1945 sul fronte italiano, e venne infine sciolto nel 1946.
- No. 3 Commando

Formato nel luglio del 1940, partecipò alle principali incursioni lungo la costa norvegese (compresa l'operazione Claymore alle isole Lofoten del 4 marzo 1941, il primo raid su vasta scala dei reparti di Commandos); il 19 agosto 1942 prese parte al raid su Dieppe, durante il quale subì gravi perdite. Assegnato alla 1st Special Service Brigade, prestò servizio in Sicilia e nell'Italia meridionale prima di essere inviato in Inghilterra per prendere parte allo sbarco in Normandia, durante il quale combatté a Sword Beach; dopo alcuni combattimenti in Belgio nel corso dell'offensiva delle Ardenne, l'unità prese parte all'attraversamento del Reno (Operazione Plunder) e alle operazioni in Germania prima di essere sciolto nel 1946.
- No. 4 Commando

Formato nel luglio del 1940, partecipò all'incursione delle Lofoten, all'attacco a Saint-Nazaire e al raid su Dieppe; assegnato alla 1st Special Service Brigade, il 6 giugno 1944 partecipò agli sbarchi a Sword Beach per poi prendere parte alla battaglia della Schelda in Belgio e in particolare all'operazione Infatuate, la cattura dell'isola di Walcheren; dopo alcune operazioni minori nei Paesi Bassi venne sciolto nel 1946.
- No. 5 Commando

Formato nel luglio del 1940, partecipò alle operazioni lungo la costa francese compreso il raid di Saint-Nazaire, mentre nel maggio del 1942 prese parte alla battaglia del Madagascar; assegnato alla 3rd Special Service Brigade, combatté in Birmania dove fu unito al No. 1 Commando, venendo infine sciolto nel 1946.
- No. 6 Commando

Formato nel luglio del 1940, inviò piccoli distaccamenti a prendere parte alle operazioni contro le coste norvegesi prima di essere impiegato in blocco per l'operazione Torch in Nordafrica; combatté in Tunisia prima di essere ritirato in Inghilterra da dove, come parte della 1st Special Service Brigade, prese parte agli sbarchi di Sword Beach. Dopo alcune azioni minori nelle Ardenne, partecipò all'attraversamento del Reno e alla cattura della città di Wesel, venendo infine sciolto nel 1946.
- No. 7 Commando

Formato nell'agosto del 1940 venne inserito nella "Layforce", un'unità ad hoc di Commandos destinata al settore del Mediterraneo. Dopo alcune operazioni in Libia prese parte alla battaglia di Creta (maggio-giugno 1941), al termine della quale subì gravissime perdite; i superstiti furono assegnati ad altre formazioni commando e l'unità sciolta nel giugno del 1941.
- No. 8 (Guards) Commando

Formato nell'agosto del 1940 da volontari provenienti dalla Brigade of Guards, fu assegnato alla Layforce nel Mediterraneo; prese parte alla battaglia di Creta e all'assedio di Tobruch, ma per via delle gravi perdite subite l'unità venne sciolta nell'agosto del 1941.
- No. 9 Commando

Formato nel settembre del 1940 da ex membri delle Independent Company, partecipò ad alcune incursioni lungo la costa francese prima di essere destinato a rinforzare la guarnigione di Gibilterra; come parte della 2nd Special Service Brigade prese parte alla campagna d'Italia e in particolare allo sbarco di Anzio e ai combattimenti dell'offensiva di primavera del 1945. Dopo aver inviato distaccamenti a operare in Grecia, fu infine sciolto nel 1946.

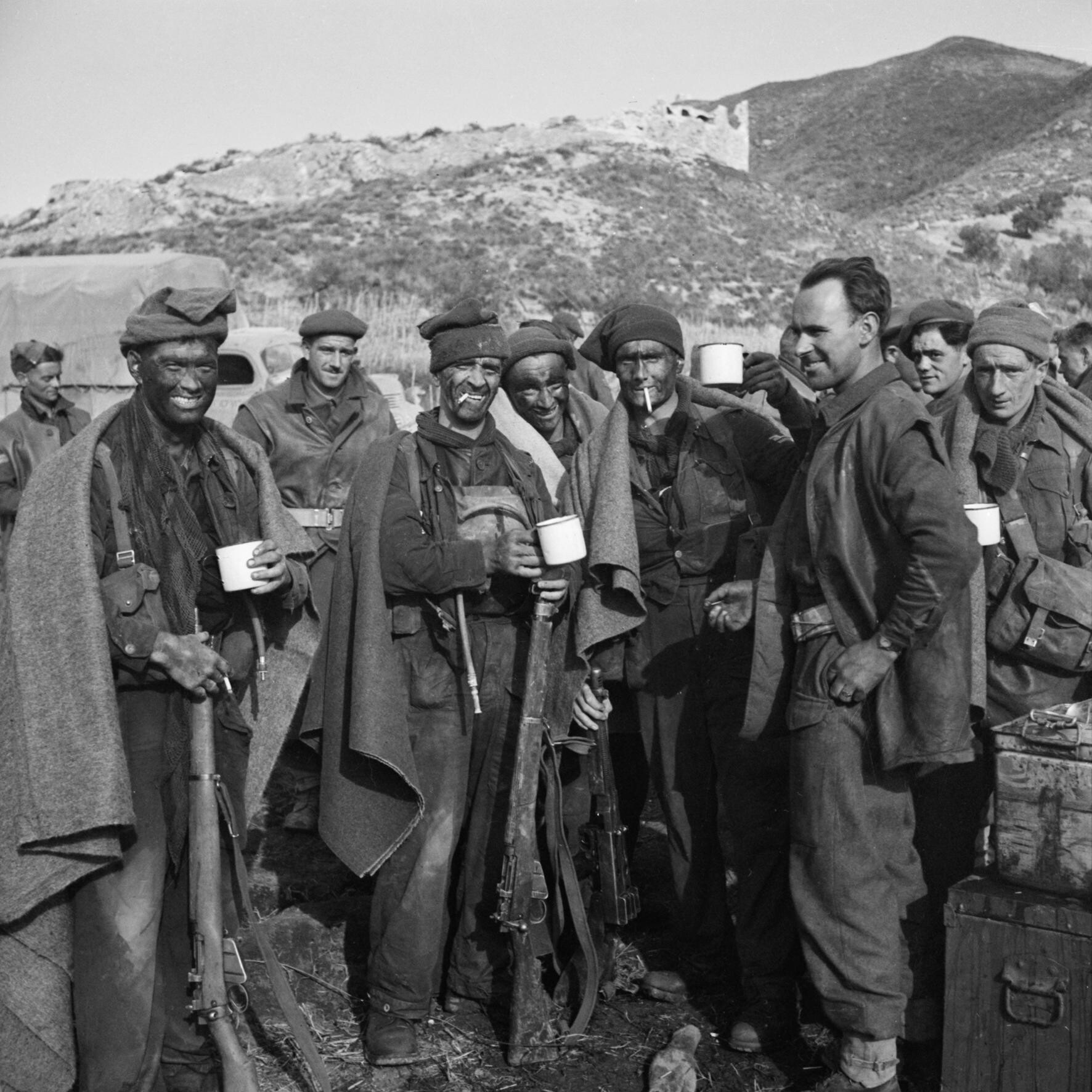
Uomini del No. 9 Commando di ritorno da un'incursione notturna sul fronte italiano

- No. 10 (Inter-Allied) Commando

Formato inizialmente nell'agosto del 1940 con volontari provenienti dal comando dell'Inghilterra settentrionale, il basso afflusso di reclute fece sì che l'unità venisse sciolta e gli uomini assegnati ad altre formazioni di Commandos. Nel luglio del 1942 l'unità venne ricreata attingendo a contingenti di volontari forniti dai paesi sotto occupazione tedesca: vennero formate due troop di francesi, una di olandesi, una di belgi, una di norvegesi, una di polacchi, una di jugoslavi e una "troop X" formata da europei dell'est (principalmente cechi), tedeschi e austriaci anti-nazisti. Assegnata formalmente alla 4th Special Service Brigade, l'unità non combatté quasi mai come un gruppo unico, ma le varie troop furono impiegate singolarmente in svariate azioni in Francia, Italia, Jugoslavia, Paesi Bassi e Germania. L'unità fu sciolta nel settembre del 1945.
- No. 11 (Scottish) Commando

Formato nel giugno del 1940 con volontari provenienti dai reggimenti scozzesi del British Army, l'unità fu assegnata alla Layforce e inviata nel settore del Mediterraneo, dove prese parte alla campagna di Siria e al fallito tentativo di catturare il generale Rommel in Libia (operazione Flipper); trasferita a Cipro per compiti di guarnigione, l'unità fu sciolta sul finire del 1941.
- No. 12 Commando

Formato all'inizio del 1941 con volontari presi dalle unità di stanza nell'Irlanda del Nord, prese parte a un gran numero di missioni su piccola scala in Francia e Norvegia, oltre a inviare distaccamenti a partecipare ai raid su Bruneval (operazione Biting) e di Saint-Nazaire; nell'ambito di una riorganizzazione generale dei reparti di Commandos, l'unità fu sciolta nel dicembre del 1943 e i suoi uomini destinati ad altri reparti.

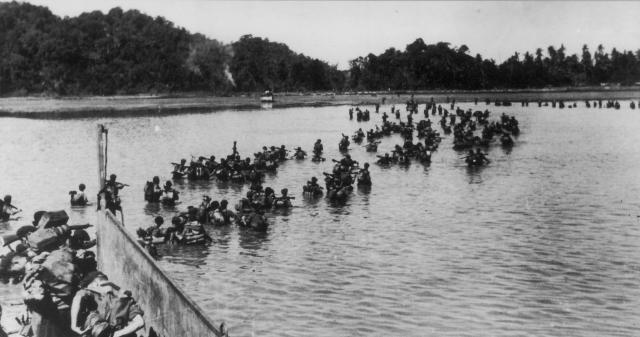
La 3rd Commando Brigade impegnata in un'operazione di sbarco durante la campagna della Birmania

- No. 14 (Arctic) Commando

Formato sul finire del 1942, ricevette un addestramento particolare alla guerra in ambiente artico e alle operazioni con canoe e piccole imbarcazioni, ma l'unica azione a cui partecipò fu l'operazione Checkmate, un fallito raid contro la base navale tedesca di Haugesund, in Norvegia. Nell'ambito di una riorganizzazione generale dei reparti di Commandos, l'unità fu sciolta nel dicembre del 1943 e i suoi uomini destinati ad altri reparti.
- No. 30 Commando

Formato nel 1941, aveva quattro troop composte ciascuna da personale proveniente da una diversa forza armata (una dell'esercito, una di Royal Marines, una della marina e una della RAF); l'unità, che prese poi il nome di "30 Assault Unit", fu destinata alle operazioni di intelligence lavorando a stretto contatto con i servizi segreti britannici, compiendo azioni come l'infiltrazione di agenti in territorio nemico via terra, aria o mare e il recupero di codici, documenti, equipaggiamenti e personalità chiave. Le varie troop operarono singolarmente in vari teatri, a partire dal raid su Dieppe e dall'operazione Torch fino alle operazioni in Italia, Grecia, Norvegia, Normandia e Germania; la troop dei Royal Marines fu inviata anche nel sud-est asiatico ma la fine della guerra impedì che venisse impegnata in azione, e l'intera unità fu infine sciolta nel 1946.
- No. 50 Commando e No. 52 Commando

Entrambi furono formati in Egitto nell'agosto del 1940 con personale di stanza in Medio Oriente, ma poco dopo la loro costituzione le due unità furono unite in un'unica formazione e assegnate alla Layforce; a causa delle pesanti perdite patite nella battaglia di Creta, entrambe le unità furono sciolte nel giugno del 1941.
- No. 51 Commando

Formato nell'ottobre del 1940 con volontari provenienti dalle unità di stanza in Palestina, prese parte alla campagna dell'Africa Orientale Italiana combattendo in Eritrea e in Etiopia; l'unità fu sciolta a metà del 1941.
- Middle East Commando

Formato nel dicembre del 1940 come unità per l'addestramento dei reparti di Commandos di stanza in Medio Oriente, l'unità assorbì i superstiti della disciolta Layforce e del No. 51 Commando ma non vide particolari azioni e fu a sua volta sciolta sul finire del 1942.
- No. 62 Commando

Formato nel 1941, riunì un gruppo selezionato di Commandos per operazioni di appoggio alle azioni del SOE, presso il quale l'unità era nota come "Small Scale Raiding Force"; la sua prima azione si ebbe nel gennaio del 1942, quando catturò alcuni mercantili dell'Asse ancorati a Fernando Pó, una colonia africana della neutrale Spagna (operazione Postmaster), a cui seguirono svariate missioni di ricognizione e raccolta informazioni lungo la costa francese e nelle Isole del Canale. L'unità fu sciolta verso la fine del 1943 e i suoi membri destinati ad altre formazioni speciali britanniche.

### Commando del British Army

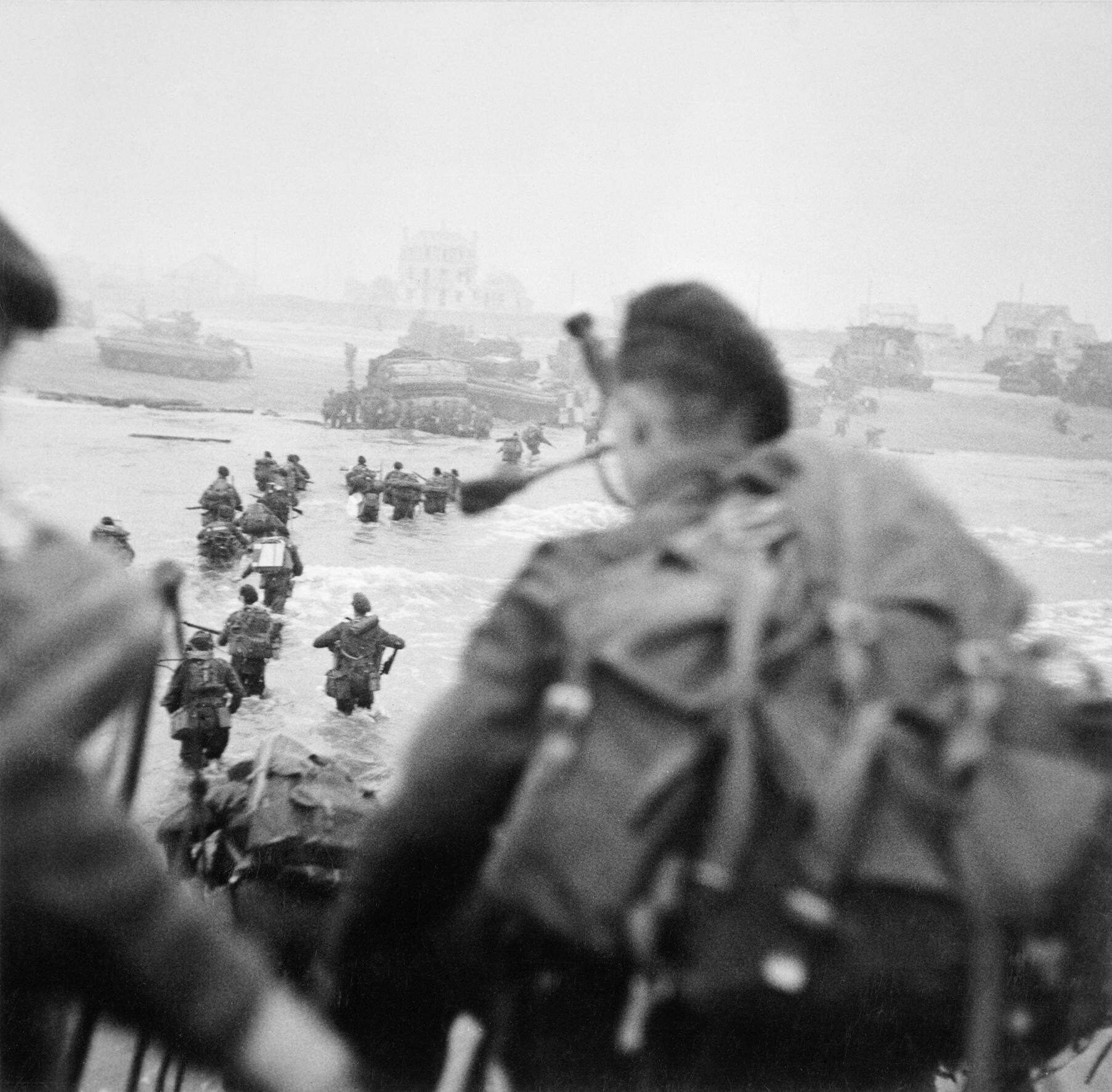
Commandos della 1st Special Service Brigade sbarcano a Sword Beach il 6 giugno 1944

### Commando dei Royal Marines
- No. 40 (Royal Marines) Commando

Formato nel febbraio del 1942, era inizialmente designato come "The Royal Marine Commando" e poi "RM ‘A' Commando". Ebbe il suo battesimo del fuoco durante il raid su Dieppe per poi, assegnato alla 2nd Special Service Brigade, prendere parte alla campagna d'Italia combattendo in Sicilia e ad Anzio; svolse poi operazioni minori in Jugoslavia e Albania prima di venir sciolto alla fine della guerra. Le sue tradizioni sono portate avanti dal 40 Commando, unità tuttora esistente.
- No. 41 (Royal Marines) Commando

Commandos si preparano per il raid su Dieppe

Formato nell'ottobre del 1942, era inizialmente designato come "RM ‘B' Commando". Con la 4th Special Service Brigade combatté in Sicilia e a Salerno prima di essere richiamato in patria e inviato in Normandia; prese parte alla battaglia della Schelda nel novembre del 1944 e ad alcune operazioni in Germania prima di venire sciolto nel gennaio del 1946. Le sue tradizioni furono portate avanti dal 41 (Independent) Commando (attivo tra il 1950 e il 1951 durante la guerra di Corea) e dal 41 Commando (attivo tra il 1960 e il 1981).
- No. 42 (Royal Marines) Commando

Formato nell'agosto del 1943, fu assegnato alla 3rd Special Service Brigade e prestò servizio durante la campagna della Birmania. Non sciolto al termine della guerra, le sue tradizioni sono portate avanti dal 42 Commando, unità tuttora esistente.
- No. 43 (Royal Marines) Commando

Formato nel luglio del 1943 e assegnato alla 2nd Special Service Brigade, combatté nel settore del Mediterraneo in Italia, Jugoslavia e Grecia prima di essere sciolto nel 1946. Le sue tradizioni furono portate avanti dal 43 Commando RM (attivo tra il 1961 e il 1980) e dal 43 Commando Fleet Protection Group Royal Marines (creato nel 1980 e tuttora esistente).
- No. 44 (Royal Marines) Commando

Formato nel novembre del 1943 e assegnato alla 3rd Special Service Brigade, prese parte alla campagna della Birmania; non formalmente sciolta alla fine della guerra, l'unità fu però rinominata come "40 Commando" raccogliendo l'eredità del disciolto No. 40 (Royal Marines) Commando, ed è tuttora esistente.
- No. 45 (Royal Marines) Commando

Formato nell'agosto del 1943 e assegnato alla 1st Special Service Brigade, prese parte allo sbarco in Normandia a Sword Beach e alle operazioni in Germania, compreso l'attraversamento del Reno; non sciolto alla fine della guerra, le sue tradizioni sono portate avanti dal 45 Commando, unità tuttora esistente.
- No. 46 (Royal Marines) Commando

Formato nell'agosto del 1943 e assegnato alla 4th Special Service Brigade, combatté in Normandia e in Belgio prima di essere sciolto nel febbraio del 1946.
- No. 47 (Royal Marines) Commando

Formato nell'agosto del 1943 e assegnato alla 4th Special Service Brigade, prese parte agli sbarchi di Sword Beach e ai combattimenti in Normandia, oltre a partecipare all'operazione Infatuate a Walcheren e alla battaglia dello Schelda; venne sciolto nel febbraio del 1946.
- No. 48 (Royal Marines) Commando

Formato nel marzo del 1944, fu l'ultima unità di Commandos ad essere costituita durante la guerra; parte della 4th Special Service Brigade, partecipò agli sbarchi di Juno Beach in Normandia, alla battaglia dello Schelda in Belgio e alla presa di Walcheren prima di essere sciolto nel febbraio del 1946.

### Commando della Royal Navy
- Royal Naval Commandos[8]

Furono fondati nel maggio del 1942 appositamente per prendere parte all'invasione britannica del Madagascar (operazione Ironclad): personale della Royal Navy addestrato alle tecniche dei commando prese terra con la prima ondata di truppe per garantire la sicurezza e la direzione delle operazioni di sbarco sulla testa di ponte; il successo dell'operazione portò alla costituzione di reparti simili, ed entro la fine dell'anno erano stati attivati 22 piccoli distaccamenti di Commandos navali composti ciascuno da 10 ufficiali e 65 uomini, numerati con le lettere da A a W (il commando "W" era in maggioranza composto da personale della Royal Canadian Navy). I Royal Naval Commandos furono poi impiegati in tutte le maggiori operazioni anfibie condotte dalle forze britanniche: il raid su Dieppe, l'operazione Torch, la presa di Pantelleria (operazione Corkscrew), lo sbarco in Sicilia, quello di Salerno e quello di Anzio, la cattura dell'isola d'Elba (operazione Brassard), lo sbarco in Normandia e la cattura di Walcheren; un certo numero di distaccamenti fu inviato nel sud-est asiatico ma la fine della guerra impedì che entrassero in azione. I primi distaccamenti di Commandos navali furono sciolti già a partire dal 1944, e il processo si completò per la fine del 1945.

### Commando della Royal Air Force
- Royal Air Force Commandos[9]

Fondati a partire dal gennaio del 1942, arrivarono in breve tempo a contare 12 distaccamenti di base nel Regno Unito, tre nel Medio Oriente e tre nel sud-est asiatico: oltre a essere istruiti alle tecniche dei commando, il personale era anche addestrato alla manutenzione degli aerei e delle strutture aeroportuali, visto che il loro compito era sia quello di impossessarsi delle basi aeree nemiche sia quello di rimetterle in sesto per l'uso da parte delle forze aeree alleate e di difenderle dai contrattacchi nemici; ogni commando della RAF aveva tre ufficiali e tra 150 e 170 uomini, equipaggiati anche con jeep e autocarri, e numerate a partire da 3201. I Commandos della RAF presero parte a svariate missioni in Nordafrica, Sicilia e Italia, in Normandia e durante gli sbarchi nel sud della Francia (operazione Dragoon); le unità di base nel sud-est asiatico presero parte alla campagna della Birmania, dove si dimostrarono molto importanti nel sostenere i raid dietro le linee nemiche dei Chindits. Tutte le unità furono sciolte entro il 1946.